# توماس بيدل
توماس بيدل (بالإنجليزية: Thomas Biddle)‏ هو عسكري أمريكي، ولد في 21 نوفمبر 1790 في فيلادلفيا في الولايات المتحدة، وتوفي في 29 أغسطس 1831 في سانت لويس في الولايات المتحدة.